# 陂头水
陂头水，位于中华人民共和国广东省北部，是贵东水左岸支流，发源于连平县西北部的大吉山，向西南流经连平县陂头镇，至翁源县县城龙仙镇东北的南浦（原南浦镇）汇入贵东水。河长33千米，流域面积264平方千米。